# Stehlikiana bogotaensis
Stehlikiana bogotaensis är en insektsart som beskrevs av Young 1977. Stehlikiana bogotaensis ingår i släktet Stehlikiana och familjen dvärgstritar. Inga underarter finns listade i Catalogue of Life.